# Кутузов, Виталий (российский футболист)
Виталий Кутузов (29 июня 1990, Нарва, Эстонская ССР, СССР) — российский футболист и игрок в мини-футбол, выступавший на всех позициях в поле.

## Карьера
На детско-юношеском уровне играл за команды из Нарвы — «Транс», «Спартак», «Нарва».
8 апреля 2007 года дебютировал во взрослой команде из города Йыхви — «Орбиит», которая выступала во второй лиге Эстонии. В 2008 году играл в команде «Легион» Таллин. Следующие 2,5 сезона провёл в клубе «Алко» Кохтла-Ярве.
В середине 2011 года перешёл в клуб высшего дивизиона «Нарва-Транс». В 2011 году провёл в высшем дивизионе Эстонии 5 игр — выходя на замену проводил на поле менее 20 минут (только в матче с «Аяксом» Ласнамяэ (12:0) отыграл второй тайм). В следующих двух сезонах сыграл 27 игр — и только одну полную. С 2012 года играл параллельно за футбольный клуб «Локомотив» Йыхви, который до 2014 года был дублем нарвского клуба. В 2014 году был отдан в аренду «Локомотиву», так как команда стала выступать в высшей лиге, сыграл 17 матчей в первой половине сезона за клуб из Йыхви и 6 матчей осенью за «Транс».
В 2015 году перешёл в ФК «Ярве». Также выступал в чемпионате Эстонии по футзалу.